# Rivoli Ballroom
La Rivoli Ballroom est une salle de bal classée de Crofton Park à Londres.
Ouverte en 1913 puis rénovée en 1957-1959, elle est la seule salle de bal des années 1950 encore intacte dans l'agglomération. Elle sert donc régulièrement comme décors pour des tournages.